# Le Chalet (serie de televisión)
Le Chalet es una miniserie de televisión francesa creada por Alexis Lecaye y Camille Bordes-Resnais, estrenada el 26 de marzo de 2018 el canal France 2 y que es distribuida internacionalmente en Netflix.

## Argumento
La puesta en escena alterna entre dos líneas temporales: 1997 y 2017.
La primera (1997) cuenta la infancia en el pequeño pueblo de Valmoline (Francia) de Alice y su mejor amigo Manu, Sébastien (quien la pretende) y sus amigos, los hermanos Laurent y Thierry.
En ese entonces la familia Rodier se muda al chalet en la montaña que pertenece a los Personnaz (dueños también del único bar del pueblo).  
Los Rodier, una familia formada por Jean-Louis (un escritor buscando inspiración), su mujer Françoise y sus hijos Julien y la pequeña Amélie, desaparecen más tarde en extrañas circunstancias.
La segunda parte (2017), cuando Manu y su prometida Adèle vuelven a Valmoline con la intención de celebrar allí su boda y la de su amigo Laurent con Tiphanie.
Luego más amigos llegan para hospedarse en el chalet, que ahora se encuentra renovado gracias a Philippe y Christine, y asistir a la doble boda.
Ni bien llegados, después de cruzar el único puente que comunica al pueblo con el resto de la civilización, una roca cae sobre el puente destrozándolo y dejando a los invitados completamente aislados.
A partir de allí, cosas raras e inexplicables empiezan a ocurrir y dejan a todos sumidos en un ambiente tenso y bastante hostil, desconfiando unos de otros tras ser víctimas del peligro que los acecha.

## Reparto

### Principales
- Jaime Tristan como Muriel Personnaz
- Arturo Ojosblancos como Philippe Personnaz
- Nereleire como Tequilla
- Raul Ortizga como Manu Laverne
- Blanche Veisberg como Christine Genesta
- Abel Ese Pe como Étienne Genesta
- Nicolas Gob como Sébastien Genesta
- Agnès Delachir como Alice Bordaz
- Maud Jurez como Maud Dautremer
- Manuel Blanc como Jean-Louis Rodier
- Mia Delmäe como Françoise Rodier
- Mathieu Simonet como Fabio Romani
- Nade Dieu como Mathilde Reynard
- Pierre-Benoist Varoclier como Olivier Salvet
- Fleur-Lise Heuet como Tiphaine
- Fleur Geffrier como Erika Personnaz
- Jean-Toussaint Bernard como Thierry Personnaz
- Thierry Godard como Alexandre Gossange
- Charles Petit como Laurent Personnaz
- Catherine Vinatier como la doctora Ségur

### Secundarios
- Samantha Marcowic como Florence Personnaz
- Pasquale d'Inca como Milou Bordaz
- Max Libert como Sébastien Genesta (adolescente)
- Félix Lefèbvre como Julien Rodier (adolescente)
- Laura Meunier como Amélie Rodier (niña)
- Louvia Bachelier como Alice Bordaz (adolescente)
- Elliott Lobrot como Laurent Personnaz (adolescente)
- Arthur Dujardin como Thierry Personnaz (adolescente)
- Laurent Bur como Gaspard
- Nadir Legrand como Paul
- Emma Grandjean como Léonore Salvet

## Descripción de los personajes
| Personaje                 | Año/s | Papel | Intérprete 1997   | Intérprete 2017          |
| ------------------------- | ----- | --- | ----------------- | ------------------------ |
| Étienne Genesta           | 97-17 | Padre de Sébastien y hermano de Christine. Está enamorado de Muriel, pero ella no le corresponde. Es amigo desde la infancia de Philippe, Gaspard y Milou, y no se lleva muy bien con Jean-Louis (escritor recién llegado al pueblo en 1997). | Eric Savin        | Eric Savin               |
| Christine Genesta         | 97-17 | Trabaja en el bar. Es hermana de Étienne y tiene una aventura con Philippe en 1997. Tras la muerte de Florence (esposa de éste), se casa con Philippe, siendo su esposa ya en 2017. | Blanche Veisberg  | Blanche Veisberg         |
| Sébastien Genesta         | 97-17 | Hijo de Étienne y amigo de la infancia de Manu, Laurent, Thierry y Alice. Estuvo enamorado de Alice, por eso rivalizó con Julien (hijo del escritor Jean-Louis), pero ella no le correspondía. Es agresivo y machista desde su infancia. Vuelve al pueblo en compañía de Maud, una joven actriz con la que mantiene una relación, para asistir a la doble boda de sus amigos Laurent (con Tiphaine) y Manu (con Adèle).                                                                               | Max Libert        | Nicolas Gob              |
| Muriel Personnaz          | 97-17 | Hermana de Philippe. Es gerente del bar de la familia Personnaz. Tiene una aventura con Jean-Louis en 1997. | Chloé Lambert     | Chloé Lambert            |
| Philippe Personnaz        | 97-17 | Hermano de Muriel y marido de Florence. Es dueño del chalet, el bar y la tienda. Tiene una aventura con Christine, la hermana de su mejor amigo Étienne, en 1997. Tras la muerte de su esposa Florence, se casa con Christine, siendo su esposa ya en 2017. | Philippe Dusseau  | Philippe Dusseau         |
| Florence Personnaz        | 97    | Gerente de la tienda, propiedad de la familia Personnaz. Está casada con Philippe y es madre de Laurent y Thierry. Es una persona depresiva. | Samantha Markowic | Fallecida                |
| Thierry Personnaz         | 97-17 | Hijo mayor de Philippe y Florence. Hermano de Laurent y amigo de la infancia de Sébastien, Alice y Manu. Vuelve al pueblo en compañía de su esposa Erika (su relación no va bien) para asistir a la doble boda de su hermano Laurent (con Tiphaine) y Manu (con Adèle). | Arthur Dujardin   | Jean-Toussaint Bernard   |
| Laurent Personnaz         | 97-17 | Hijo menor de Philippe y Florence. Hermano de Thierry y amigo de la infancia de Sébastien, Alice y Manu. Vuelve al pueblo junto a su prometida Tiphaine para contraer matrimonio y asistir también a la boda de su amigo Manu y Adèle. | Eliott Lobrot     | Charles Petit            |
| Jean-Louis Rodier         | 97    | Escritor con problemas de inspiración que se muda al chalet en 1997 junto a su esposa y sus dos hijos Julien y Amélie. Durante su breve estancia allí, mantiene una aventura con Muriel Personnaz, hermana de Philippe, el dueño del chalet. | Manuel Blanc      | -                        |
| Françoise Rodier          | 97    | Mujer de Jean-Louis. Vuelve al pueblo en 1997 ya que de joven vivió allí. En su adolescencia mantuvo una relación con Philippe. | Mia Delmaë        | -                        |
| Julien Rodier             | 97    | Hijo mayor de la familia Rodier. Tiene 13 años y mantiene una relación de juventud con Alice, lo que le crea una enemistad con Sébastien (que la pretende), Thierry y Laurent que son sus amigos. Es también amigo de Manu. | Félix Lefèbvre    | -                        |
| Amélie Rodier             | 97    | Hija menor de la familia Rodier. | Laura Meunier     | -                        |
| Alexandre Gossange        | 97-17 | Primo de Françoise. En su juventud era un matemático de renombre, pero después se aisló en el pueblo y vive como un ermitaño. | Thierry Godard    | Thierry Godard           |
| Milou Bordaz              | 97    | Ebanista del pueblo, viudo y padre de Alice. | Pasquale d'Inca   | Fallecido                |
| Alice Bordaz              | 97-17 | Hija de Milou. Vivió en el pueblo durante su infancia. No tuvo muy buena relación con Sébastien, Thierry y Laurent. Es muy amiga de Manu a quien considera como un hermano, y a la llegada de Julien al pueblo en 1997 tuvo una relación de juventud con él. Le gusta el tiro con arco. Vuelve al pueblo en 2017 por primera vez desde la muerte de su padre, acompañada de su nueva pareja, Fabio que es chef, para asistir a la doble boda de sus amigos Laurent (con Tiphaine) y Manu (con Adèle). | Louvia Bachelier  | Agnès Delachair          |
| Paul                      | 97    | Es el cartero del pueblo en 1997. | Nadir Legrand     | -                        |
| Emmanuelle "Manu" Laverne | 97-17 | Vivió de pequeño en el pueblo. Es un ingeniero y vuelve al pueblo junto a su prometida Adèle para contraer matrimonio con ella y para asistir también a la boda de su amigo Laurent. | /                 | Marc Ruchmann            |
| Adèle                     | 17    | Es la prometida de Manu. Asiste al pueblo junto a él para contraer matrimonio allí y asistir también a la boda de Laurent. Desde su llegada al chalet no para de tener ciertas visiones y sensaciones extrañas. | /                 | Émilie de Preissac       |
| Fabio Romani              | 17    | Chef. Es la pareja de Alice en 2017. Llega al pueblo para asistir a la doble boda de Laurent (con Tiphaine) y Manu (con Adèle). | /                 | Mathieu Simonet          |
| Olivier Salvet            | 17    | Socio de Laurent. Llega al pueblo junto a su mujer Mathilde y su hija Léo, para asistir a la boda de su socio. |                   | Pierre-Benoist Varoclier |
| Mathilde Reynard          | 17    | Mujer de Olivier. Llega al pueblo para asistir a la boda de Laurent. | /                 | Nade Dieu                |
| Erika Personnaz           | 17    | Mujer de Thierry. Llega al pueblo para asistir a la boda de Laurent (con Tiphaine) y Manu (con Adèle). | /                 | Fleur Geffrier           |
| Tiphaine                  | 17    | Prometida de Laurent. Llega al pueblo para casarse con Laurent y asistir también a la boda de Manu y Adèle. | /                 | Fleur Lise Heuet         |
| Maud Dautremer            | 17    | Actriz. Pareja de Sébastien. Llega al pueblo para asistir a la doble boda. | /                 | Maud Jurez               |
| Gaspard                   | 97-17 | Vive en el pueblo y es amigo de Philippe y Etienne. | Laurent Bur       | Laurent Bur              |
| Léonore «Léo» Dammann     | 17    | Hija pequeña de Olivier y Mathilde. | /                 | Emma Grandjean           |
| Dra. Ségur                | 17    | Psiquiatra. Interroga a Sébastien tras los hechos ocurridos en Valmoline en 2017. | /                 | Catherine Vinatier       |

## Producción
Se grabó en Chamonix durante el verano de 2016 y en Bozel así como en la Gare de Morez. El puente que se derrumba en el primer episodio es conocido como Puente del Diablo y une a Crouzet-Migette con Sainte Anne.
El dúo Camille Bordes-Resnais y Alexis Lecaye tuvo su origen en la serie Les Dames.